# Gamal al-Banna
Gamal al-Banna (ook geschreven als Jamal al-Banna, جمال البنا in het Arabisch) (geboren op 15 december 1920 in Mahmoudiya, Egypte en gestorven op 30 januari 2013 te Caïro, Egypte), was een Egyptisch moslimgeleerde, auteur en vakbondsman. Hij was ook de jongste broer van Hassan al-Banna (1906-1949), de stichter van de Moslimbroederschap. In tegenstelling tot zijn broer was Gamal al-Banna een liberale geleerde en bekend om zijn kritiek op sommige traditionele islamitische vertellingen, waarbij hij 635 ahadith uit Sahih Bukhari en Sahih Muslim heeft afgewezen, omdat ze vanuit zijn visie in strijd zijn met de Koran en de boodschap in de Koran van rechtvaardigheid, vrijheid en verdraagzaamheid.
Gamal al-Banna was ook de grootoom van de bekende Zwitserse moslim Tariq Ramadan.
Hij stierf op 30 januari 2013 te Caïro, na opname in een hospitaal voor behandeling van een longontsteking.

## Vroege leven
Hij is geboren als jongste zoon in een vroom gezin. Zijn vader was horlogemaker maar was ook veel bezig met het verzamelen en classificeren van Hadith. Gamal was als kind zwak en ziekelijk, en bijgevolg las hij veel met zijn vader. Na het voltooien van de middelbare school weigerde hij naar de universiteit te gaan en besloot in plaats daarvan aan een carrière als schrijver te beginnen.

## Gedachtegoed
Zijn interpretatie van de islam en maatschappelijke visie zijn rationalistisch, humanistisch, egalitair, feministisch, anti-autoritair, liberaal en seculier. Als politiek denker en sociaal hervormer was hij anti-kapitalistisch en kan hij worden beschouwd als een democratisch socialist. Aan het einde van de Koude Oorlog schreef hij in 1991 in het voorwoord van zijn boek Al-Barnamadj al-Islami ("Het islamitische programma") het volgende ("Een verstoorde wereld", pagina 6-8):
"De ineenstorting van het marxisme, betekent niet dat het kapitalisme zal slagen. Veeleer betekent het, dat de fouten van het marxisme groter waren dan de fouten van het kapitalisme. [...] De meeste mensen vergeten dat de islam opkwam [in Arabië] in een tijd waarin de wereld verdeeld was in twee grote staten, met een heerschappij van vernederende onderwerping, een klassensysteem, en een regering van tirannen. Allebei beroofden ze het gewone volk van de meest fundamentele beginselen van rechtvaardigheid en lieten hen in armoede en onwetendheid, belast met ontzettend zware dwangarbeid en noch tijd, noch gezondheid, noch mogelijkheden om na te denken. Beiden plaatsten Caesars en Khusros op hun troon als goden met gezag over leven en dood. Toen kwam de islam en vernietigde deze systemen: het klassensysteem met zijn elitaire barrières en doodlopende wegen werd vervangen door de algemene gelijkheid van de mensen, de hoogste rangen of klassen van notabelen door de verklaring van absolute gelijkheid onder de mensen, zonder enig verschil tussen zwart en wit, mannelijk en vrouwelijk, rijk en arm, volk en adel. [...] Het was niet het gebed of het vasten, dat de nieuwe gave vormde, want cultische geboden en rituelen zijn aanwezig in alle godsdiensten en cultussen. Het vernieuwende was toen eerder de geest van vrijheid, de beginselen van rechtvaardigheid en gelijkheid welke de islam liet schijnen. Vandaag wordt de islam opgeroepen om deze rol een tweede keer te vervullen."

## Islamitische revival
Met zijn rationalistische interpretatie van de islam probeert Gamal al-Banna uit te leggen wat hij de "echte" onvervalste islam van de Koran en Boodschapper Mohammed noemt. Hij contrasteert deze progressieve interpretatie van de islam met de reactionaire versies van de islam zoals ze door de eeuwen heen bepaald of vervalst zijn door de shariajuristen (fuqaha). Met zijn oproep tot een islamitische heropleving (al-ihya `al-Islami) wil Gamal al-Banna moslims aanmoedigen om niet blind te vertrouwen op traditionele opvattingen, maar ze te controleren en (her)evalueren en hun meningen te vormen met behulp van Koran en rede. Terwijl Gamal al-Banna de Koran beschouwt als het authentieke woord van God, bekritiseert hij dat veel van de vermeende ahadith (vertellingen over zogenaamde uitspraken en handelingen van profeet Mohammed) duidelijke vervalsingen zijn en dat moslims betreft soenna (profetische traditie) enkel zouden moeten vertrouwen op wat niet in tegenspraak is met de Koran of de rede.

## Humanisme en sociale rechtvaardigheid
Een belangrijk aspect in het humanistische denken van Gamal al-Banna is sociale rechtvaardigheid. Hij bleef decennialang toegewijd aan de arbeidersbeweging en het belang van vakbonden. Hij was vakbondsman in de textielnijverheid, en in 1953 stichtte hij de Egyptische vereniging voor de verzorging van gevangenen en hun families. Hij gaf 30 jaar lang les aan het Instituut voor Vakbondsstudies van Caïro (1963-1993). In 1981 stichtte hij de Internationale Islamitische Confederatie van de Arbeid in Genève en werd de eerste president van de organisatie. Typerend voor zijn anti-materialistische en egalitaire houding was zijn eenvoudige look met een grijs pak. Volgens Gamal al-Banna is islam anti-kapitalistisch: Islam stelt zich niet alleen in oppositie tegen de historische slavernij, d.w.z. de sociale slavernij van de mens, maar verzet zich ook tegen economische slavernij en uitbuiting. Zijn humanistische karakter kan worden gezien in zijn aversie tegen zware straffen, zoals de doodstraf voor afvalligheid, evenals in zijn verzet tegen de discriminatie van vrouwen of religieuze minderheden, zoals de Koptische christenen in Egypte.

## Egalitarisme en feminisme
Gamal al-Banna is een egalitair denker: Islam geeft vrouwen en mannen dezelfde rechten en plichten, en een goede moslim beschouwt alle mensen als gelijken, ongeacht hun religie. Wat betreft de rol van vrouwen is er volgens hem geen reden waarom een moslima de rol van imam (leider (van het gebed); vrouwelijk: imama) niet zou kunnen vervullen in de salah oftewel het rituele islamitische gebed. Terwijl de traditionele "islam van de juristen" zich zeer beperkend opstelt inzake rechten van vrouwen, wou islam oorspronkelijk vrouwen bevrijden. In Egypte voerde Gamal al-Banna campagne voor het interreligieus begrip en respect tussen de islamitische meerderheid en de Koptische christelijke minderheid. Als anti-autoritaire denker was hij een tegenstander van het religieuze establishment, wat in zijn thuisland onvermijdelijk leed tot een voortdurende confrontatie met de erg conservatieve en door de staat gecontroleerde islamitische universiteit Al-Azhar. Gamal al-Banna was van mening dat elke moslim voor zichzelf moet nadenken en dat niemand, noch de politici, noch religieuze leiders, noch enig ander individu, het recht heeft om aan een ander iets met dwang op te leggen in de religie. Telkens wanneer hij zich niet hield aan wat de theologen hebben gezegd of geschreven, wiens autoriteit in de ogen van de conservatieve en islamistische moslims onbetwistbaar is (bijvoorbeeld Ash-Shafi'i), brak Gamal al-Banna elke keer weer een taboe. De zogenaamde moslimvoorvaderen mogen dan als rolmodellen te boek staan, de moslims zijn echter niet verplicht om hun voorbeeld te volgen. Gamal al-Banna was niet alleen anti-autoritair wat religie aangaat: ook wat betreft de politiek en de staat als een noodzakelijk kwaad, waarvan de macht zo veel mogelijk beperkt moet worden gehouden om de kans op het misbruiken van de macht zo veel mogelijk uit te schakelen.

## Liberalisme
Volgens Gamal al-Banna mag het religieuze denken op geen enkele manier worden beperkt. Vrijheid moet heersen en er mogen geen taboes zijn als het gaat om de vrijheid van meningsuiting. Zijn stellingname over absolute vrijheid van geloof betekent ook dat een moslim van geloof kan veranderen en het niet is toegestaan hem of haar te schaden. Er kan geen dwang zijn in de godsdienst of het geloof dat een persoonlijke kwestie is tussen elke mens en God. Gamal al-Banna eiste ook de bevrijding van vrouwen uit de ketens van de shariajuristen. Hoewel volgens zijn overtuiging het dragen van een hoofddoek (veelal vereenzelvigd met de term hidjab) geen religieuze plicht is voor een vrouw, wat hij ook telkens herhaald heeft, wou hij vrouwen ook geen beperkingen opleggen in wat ze zelf beschouwen als juiste religieuze praktijk.

## Secularisme
Als religieuze moslim verzette Gamal al-Banna zich met een seculiere houding op het vlak van politiek tegen het idee van een "islamitische staat", want het wordt misbruikt door politici voor politieke doeleinden, waarbij zowel de moslims en de islam worden geschaad. Bijgevolg was hij voorstander van de scheiding van staat en godsdienst, dat wil zeggen laïcisme (of secularisme, maar niet de secularisatie van de samenleving), om de islam én de moslims te beschermen tegen het misbruiken van de islam vanuit het politieke establishment. De Arabische term 'almaniyya (secularisme) heeft de neiging een antireligieuze connotatie op te roepen bij wie Arabisch spreekt. Gamal al-Banna vermeed het gebruik ervan en beschreef zichzelf als een Islami (islamist; islamitisch persoon), wat misleidend kan overkomen gezien zijn gedachtegoed. Hij wou er waarschijnlijk mee duidelijk maken dat volgens hem de islam niet alleen een privé-kwestie is, maar dat de islam ook maatschappelijk en sociaal relevant moet zijn en dat ook politiek kan zijn. Het betekent echter niet dat hij een religieuze staat wou. Een boektitel van hem geeft het weer als: "Islam is religie en gemeenschap, niet religie en staat".

## Media
Gamal al-Banna verscheen geregeld op tv in Egyptische en andere Arabische tv-programma's waar hij antwoorden gaf op vragen en deelnam aan debatten. In veel Egyptische media werd hij jarenlang afgeschilderd als een rare en een lastpak, een zijdelingse denker wiens meningen problematisch en storend waren en het nog zijn voor veel mensen. In de maand Ramadan in 2006 zei hij dat roken in de islam niet verboden is en dat moslims zelfs overdag tijdens het vasten in de ramadan mogen roken. Hij rechtvaardigde zijn stelling met het feit dat er geen sigaretten of tabak waren in Arabië in de tijd van de profeet (7e eeuw na Christus) en dat noch de Koran, noch Boodschapper Mohammed roken expliciet verboden hebben. In een andere controversiële discussie zei hij dat zoenen en knuffelen geen ontucht (zina) zijn, terwijl sommige religieuze leiders het beschouwen als een criminele daad.

## Verder lezen
- Gemeinhardt-Buschhardt, Konstanze: Gamal al-Banna und sein Schaffen - Ein reformislamischer Ansatz zur Verbesserung der Situation der muslimischen Frau. In: Hermeneutik und Exegese - Verstehenslehre und Verstehensdeutung im Regionalen System koexistierender Religionsgemeinschaften im Orient. Hrsg. Ute Pietruschka, Hallesche Beiträge zur Orientwissenschaft 43 (2007), Halle 2009, S.49-62
- Meier, Andreas: Der politische Auftrag des Islam. Programme und Kritik zwischen Fundamentalismus und Reformen. Originalstimmen aus der islamischen Welt (Politieke missie van de islam. Programma's en kritiek tussen fundamentalisme en hervormingen. Originele stemmen uit de islamitische wereld.), Peter Hammer Verlag, Wuppertal (Duitsland), 1994. Page: 280–287. ISBN 3-87294-616-1
- Lübben, Ivesa: Gamal al-Banna: Gerechtigkeit für alle (Gamal al-Banna: Gerechtigheid voor iedereen); in: Amirpur, Katajun/Ammann, Ludwig: Der Islam am Wendepunkt (Islam op een keerpunt). Freiburg i.B. (Duitsland), 2006. Page: 164-72. ISBN 3-451-05665-8
- Brochure: About Gamal Al-Banna (Over Gamal Al-Banna) aus seinem Büro in 195 El Geish Street, 11271, Cairo.